# Barra do Cauípe
As boa condições de ventos tornam o lugar um dos melhores destinos do Brasil para a prática de kitesurf.
Barra do Cauípe é uma praia localizada no município de Caucaia, Ceará. É a última e mais deserta da orla do município. Possui diversas dunas e coqueiros, onde encontra-se a foz do Rio Cauípe que, após formar a segunda lagoa, deságua no mar.

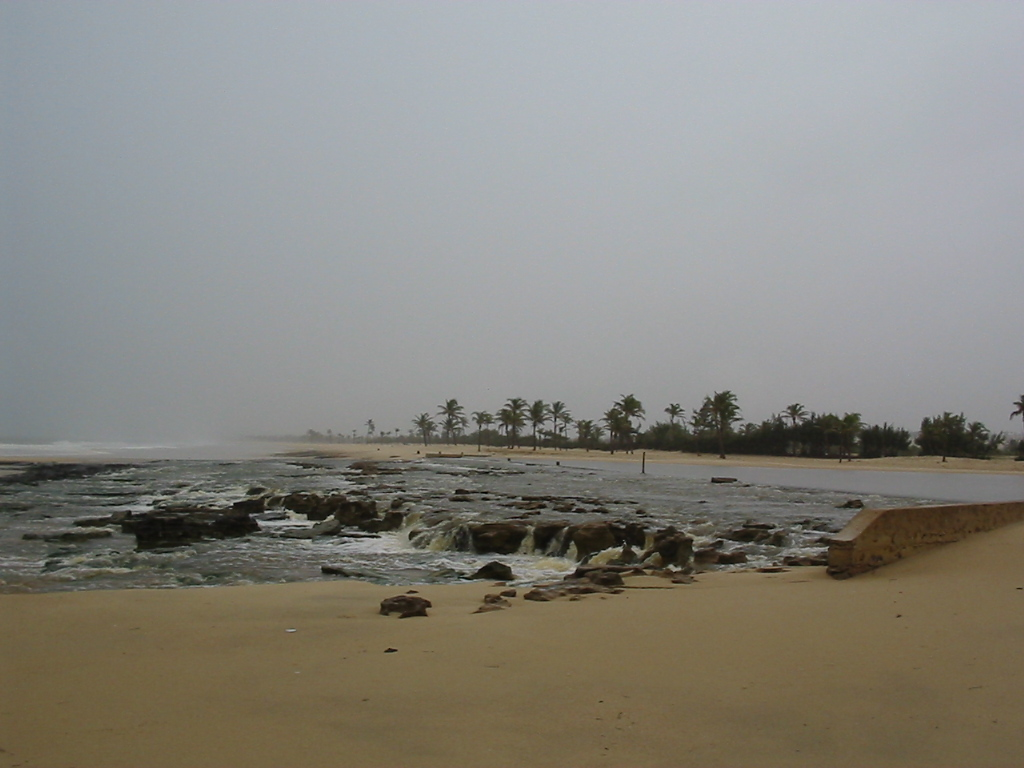
Barra do Cauípe - Encontro do rio Cauípe com o mar.

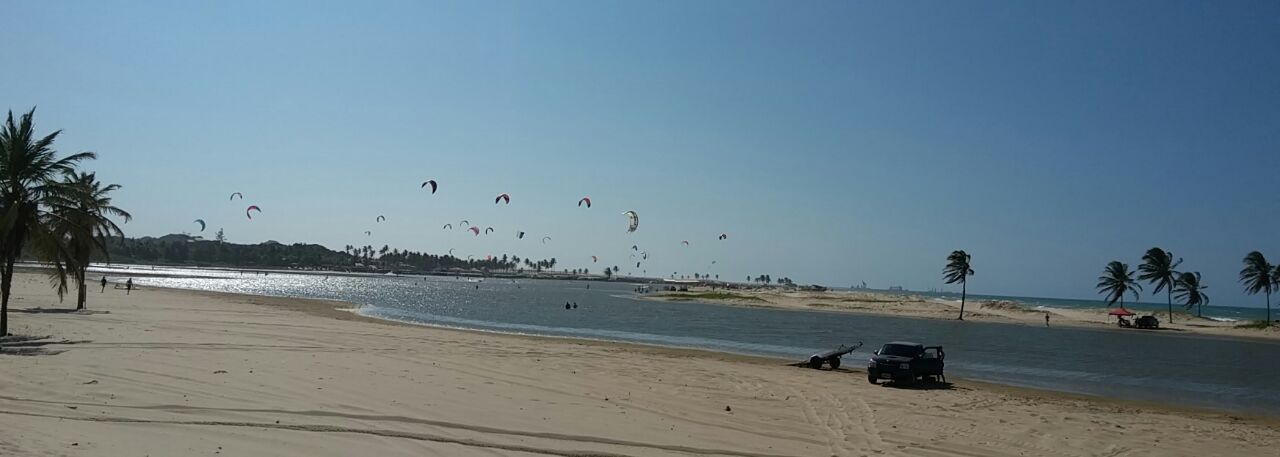
Kitesurfes na Barra do Cauípe.

Extensa, atrai os amantes do kitesurf. O movimento se concentra no canto direito, onde há uma lagoa perfeita para os iniciantes no esporte. Com águas calmas e mornas e barracas no entorno, a praia também atrai famílias com crianças e turistas que chegam de bugue. Para chegar de carro, a partir do Cumbuco, há dois acessos: um de 22 km, pela antiga estrada do Porto de Pecém e outro de 10 km, contornando a orla, que começa na Praia de Cumbuco (na segunda opção, consulte as condições da estrada, que passa por obras de calçamento).
Considerada um dos refúgios de Caucaia, essa praia é uma boa opção para toda a família. Apesar de ainda ser pouco conhecida por turistas, durante o verão costuma receber alguns visitantes, que encontram aqui um bom lugar para descansar. Com uma boa faixa de areia dourada, possui uma parte coberta por grama. O mar é tranquilo, propício para o banho e para a prática de esportes náuticos.

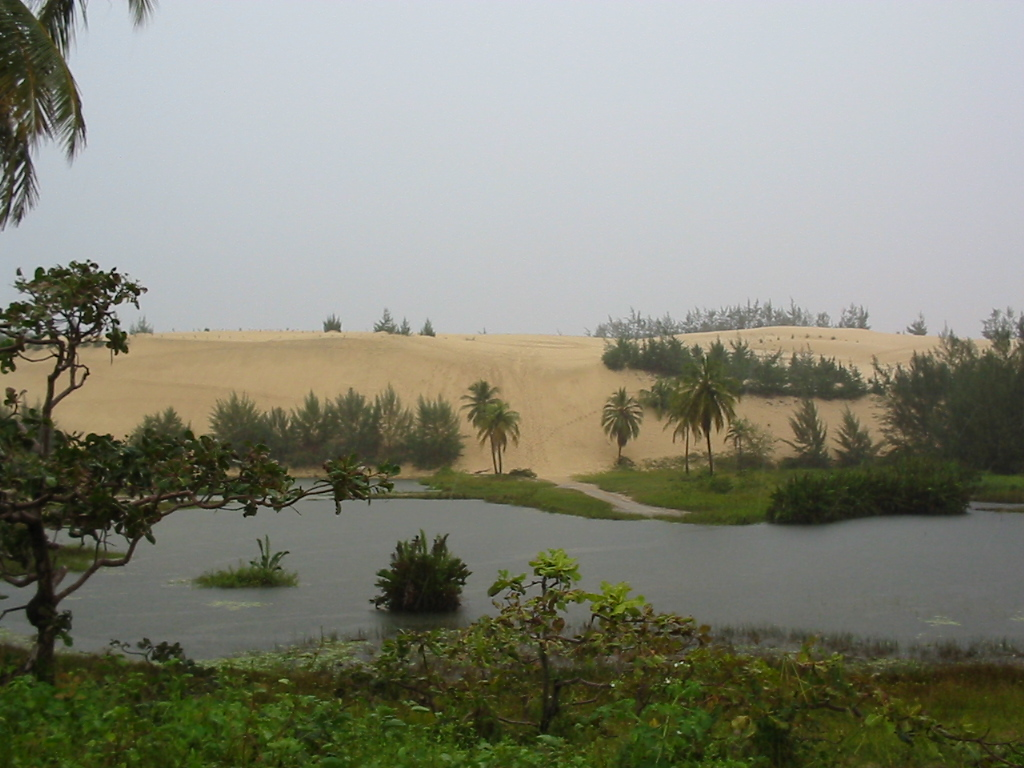
Barra do Cauípe em dia de chuva.

Com um belo visual, essa praia conta ainda com bangalôs de palha, que fornecem sombra para os visitantes. Com boa infraestrutura, possui alguns pequenos bares que servem petiscos e bebidas a seus clientes. É uma ótima opção para um dia agradável em família, já que as crianças podem brincar e tomar banho sem preocupação.